# إسويريس
إسويريس (بالفرنسية: Écuires) هي بلدية تقع في إقليم باد كاليه من منطقة نور با دو كاليه في شمال فرنسا. تبلغ مساحة هذه المدينة 9.15 (كم²)، وترتفع عن سطح البحر 15 م، يبلغ عدد سكانها 830 نسمة حسب إحصاء المعهد الوطني للإحصاء والدراسات الاقتصادية سنة 2009 م. وترأس Alain Noyelles البلدية خلال فترة (2001-2008).